# Budoželje
Budoželje (en cyrillique : Будожеље) est un village de Bosnie-Herzégovine. Il est situé dans la municipalité de Vareš, dans le canton de Zenica-Doboj et dans la fédération de Bosnie-et-Herzégovine. Selon les premiers résultats du recensement bosnien de 2013, il compte 726 habitants.

## Géographie
Le village est situé au bord de la rivière Žalja.

## Histoire
Les nécropoles de Budoželje abritent 80 stećci (un type particulier de tombes médiévales) et 23 nişans (stèles ottomanes) ; cet ensemble est inscrit sur la liste des monuments nationaux de Bosnie-Herzégovine.

## Démographie

### Évolution historique de la population dans la localité
| 1948 | 1953 | 1961 | 1971 | 1981 | 1991 | 2013 |
| ---- | ---- | ---- | ---- | ---- | ---- | ---- |
| -    | -    | 667  | 793  | 863  | 956  | 726  |

|  |

### Communauté locale
En 1991, la communauté locale de Budoželje comptait 1 181 habitants, répartis de la manière suivante :